# انزو روبوتی
انزو روبوتی (به ایتالیایی: Enzo Robotti) بازیکن فوتبال و اهل ایتالیا است 

## تیم ملی
از سال ۱۹۵۸ میلادی عضو تیم ملی فوتبال ایتالیا بوده و در ۱۵ بازی ملی حضور داشته‌است. او در بازی‌های ملی‌اش گلی به ثمر نرساند.
انزو روبوتی آخرین بازی ملی خود را در سال ۱۹۶۵ میلادی انجام داد.